# Estación Banfield
Banfield es una estación ferroviaria ubicada en la ciudad homónima, partido de Lomas de Zamora, Gran Buenos Aires, Argentina.

## Servicios
Es un centro de transferencia intermedio del servicio eléctrico metropolitano de la Línea General Roca que se presta entre las estaciones Constitución, Alejandro Korn, Ezeiza, Glew y Bosques.

## Diagrama
| Plataforma Este    | |
| Vía 1              | Trenes a Bosques provenientes de Constitución vía Temperley (próxima Lomas de Zamora) |
| Vía 2              | Trenes a Constitución provenientes de Bosques vía Temperley (próxima Lanús) |
| Plataforma central | |
| Vía 3              | Trenes a Glew provenientes de Constitución (próxima Lomas de Zamora) Trenes a Korn provenientes de Constitución (próxima Lomas de Zamora) Trenes a Ezeiza provenientes de Constitución (próxima Lomas de Zamora) |
| Vía 4              | Trenes a Constitución provenientes de Glew (próxima Escalada) Trenes a Constitución provenientes de Korn (próxima Escalada) Trenes a Constitución provenientes de Ezeiza (próxima Escalada)                      |
| Plataforma Oeste   | |

## Ubicación e Infraestructura
Se accede a las plataformas mediante túnel y puente peatonal, el cual conecta con la calle Valentín Vergara.
El acceso principal de la estación se ubica junto a la calle Leandro N. Alem.
Posee cuatro andenes elevados para el servicio electrificado. En el andén 1 se detienen los servicios con destino a las estaciones Bosques (común), Claypole y Florencio Varela (fraccionados), en los andenes 2 y 4 se detienen los servicios hacia Plaza Constitución, mientras que en el andén 3 realizan parada los servicios a Ezeiza, Glew y Alejandro Korn.
Hasta la habilitación del servicio electrificado en 1985, la estación contaba con una pequeña playa de cargas en su costado este. En el predio, que luego quedó desafectado, se construyó una terminal de colectivos bautizada como "Marcelo Daniel Massad", en honor a un soldado caído en la Guerra de las Malvinas.

## Toponimia
Su nombre proviene del primer gerente del Ferrocarril del Sud, Edward Banfield.

## Galería

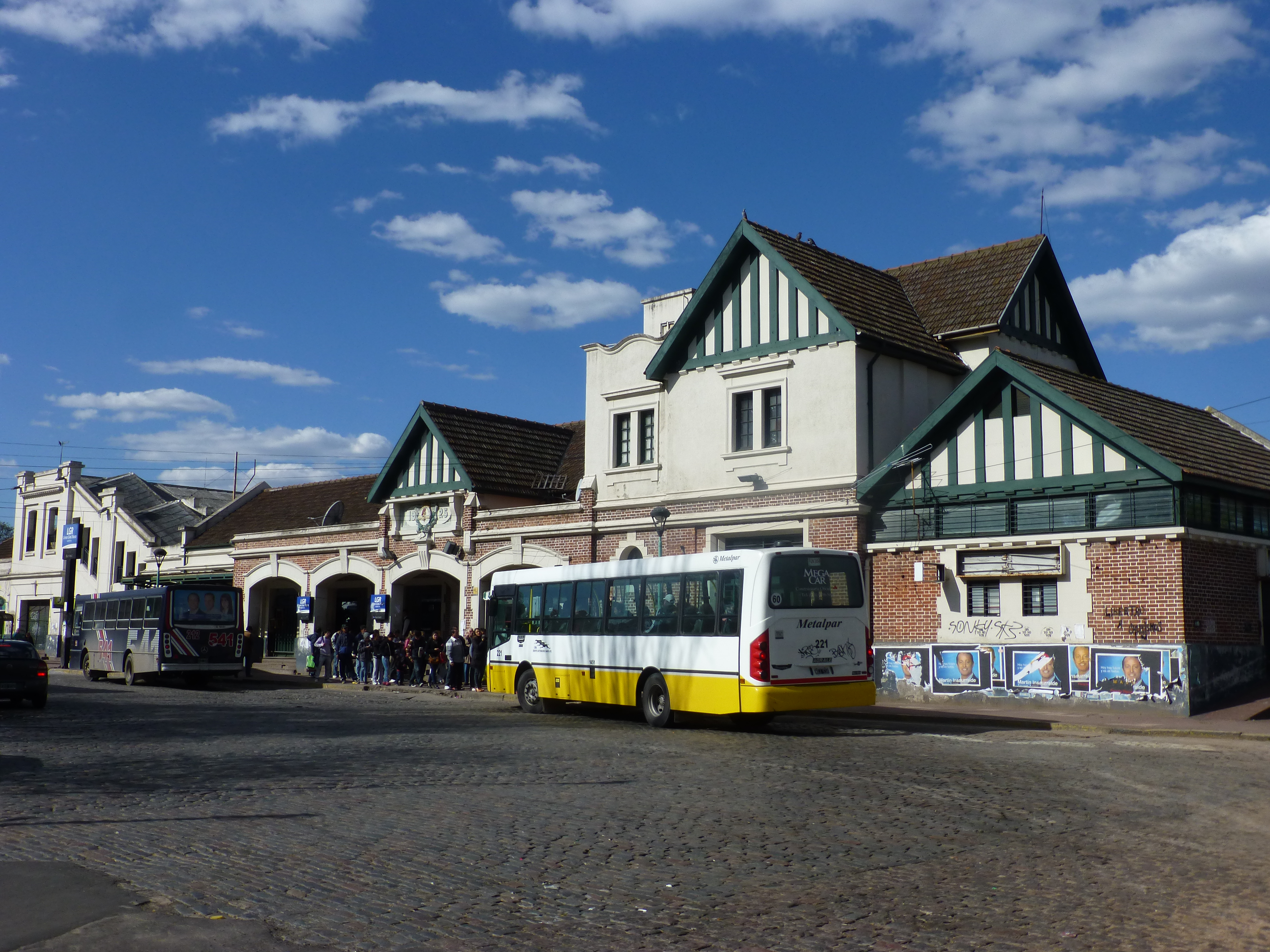
Exterior de la estación en Banfield Oeste, en el año 2013.
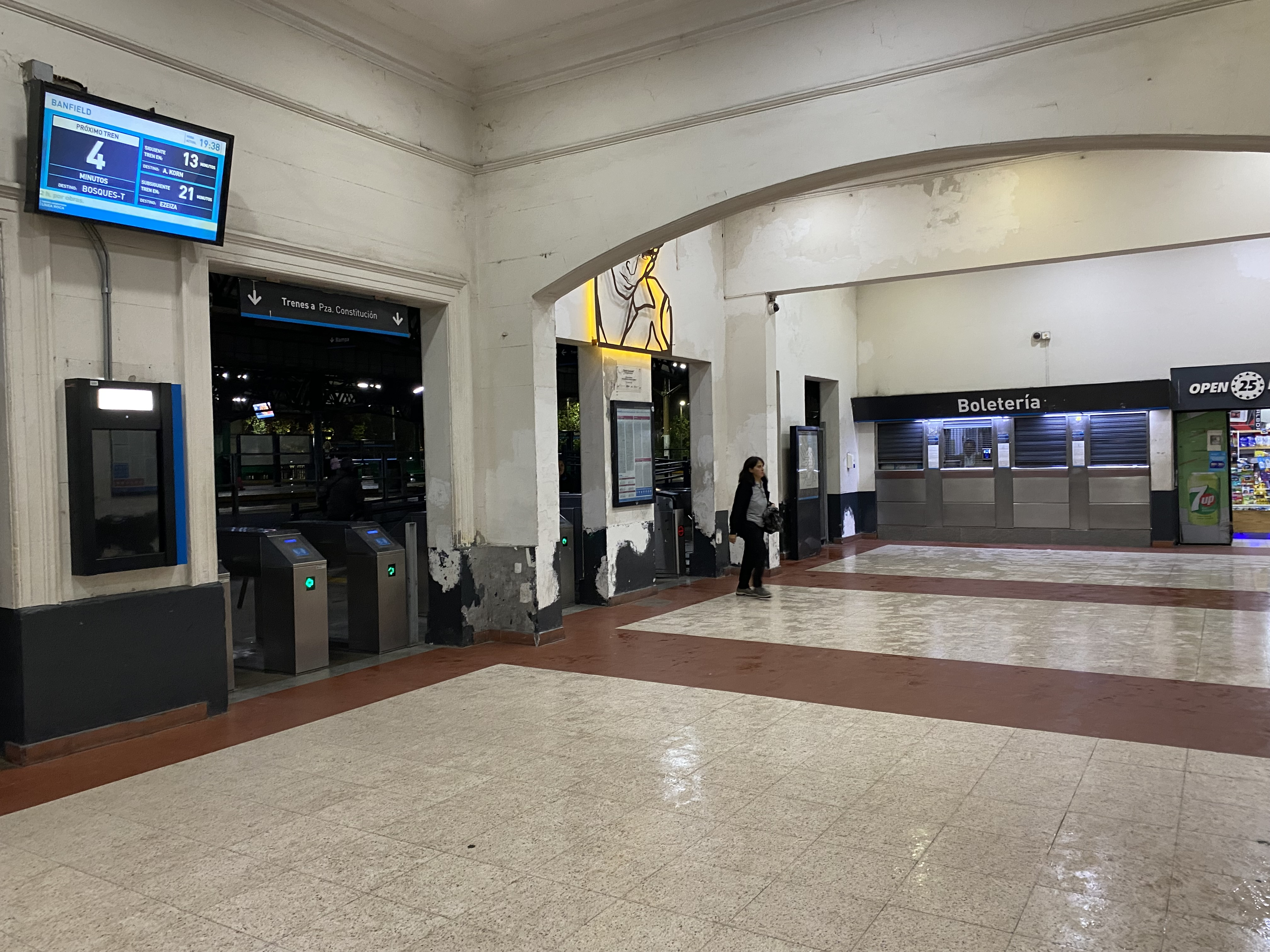
Boletería de la estación.
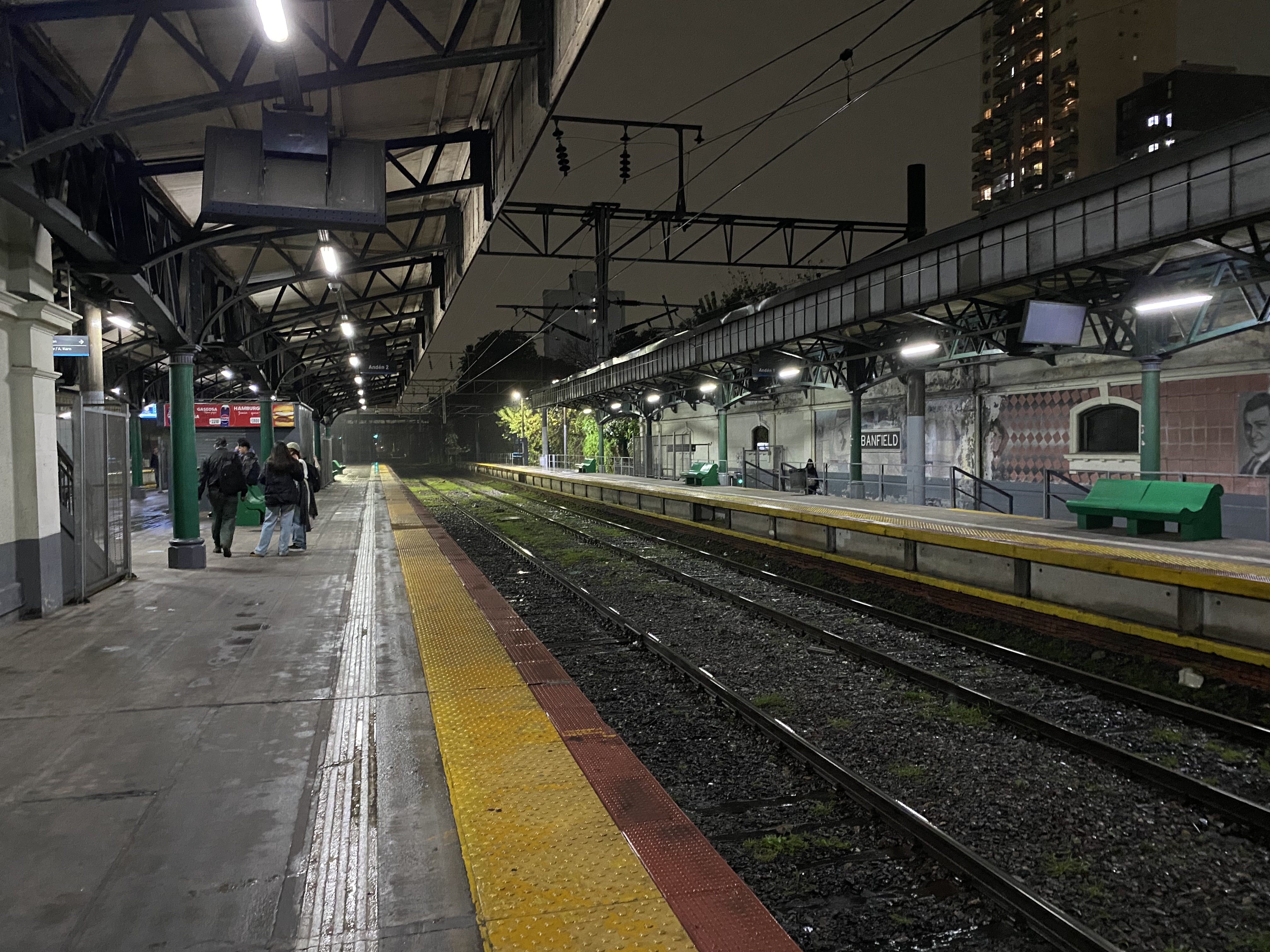
Vista de los andenes 1 y 2.
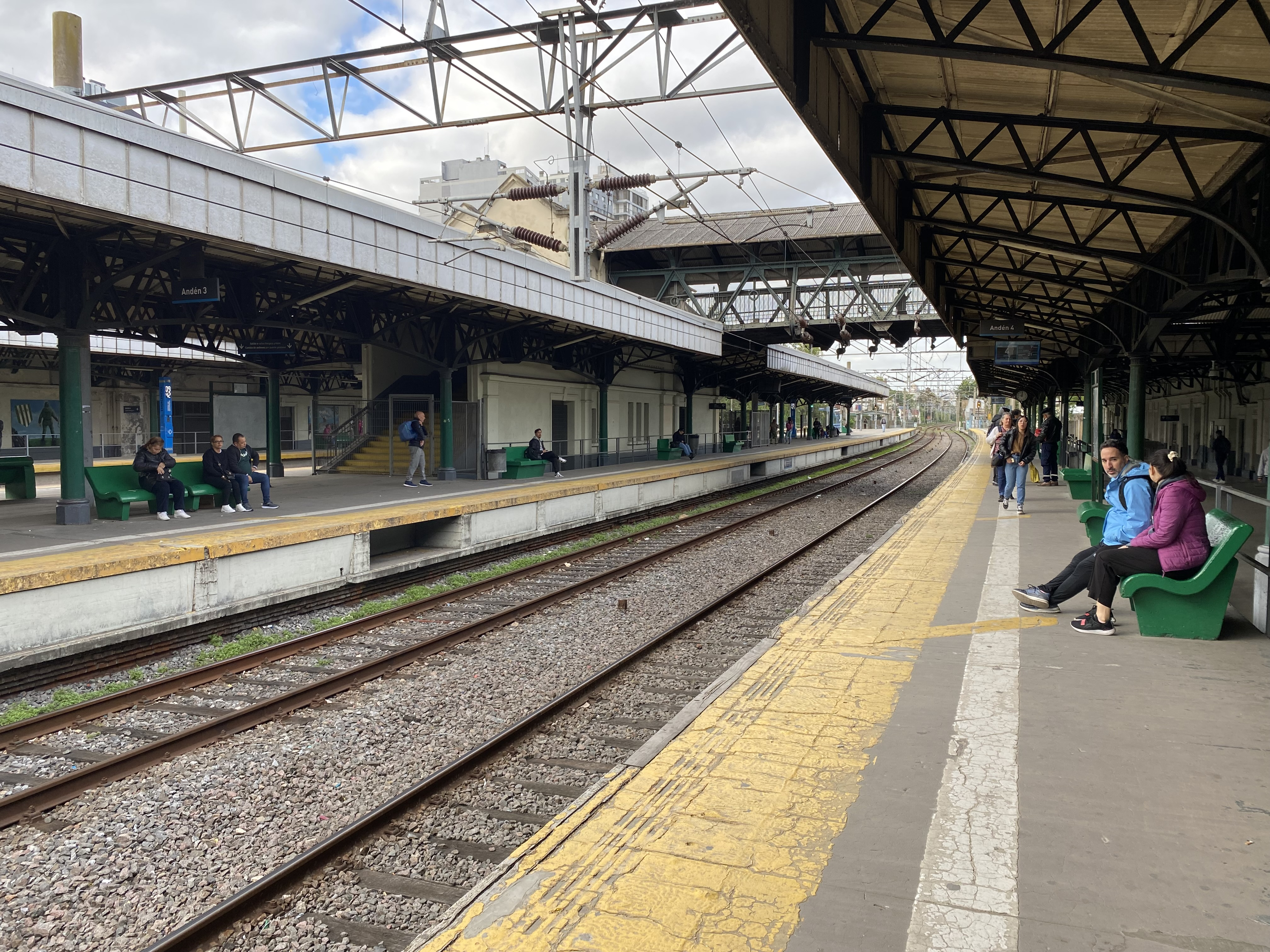
Vista de los andenes 3 y 4.
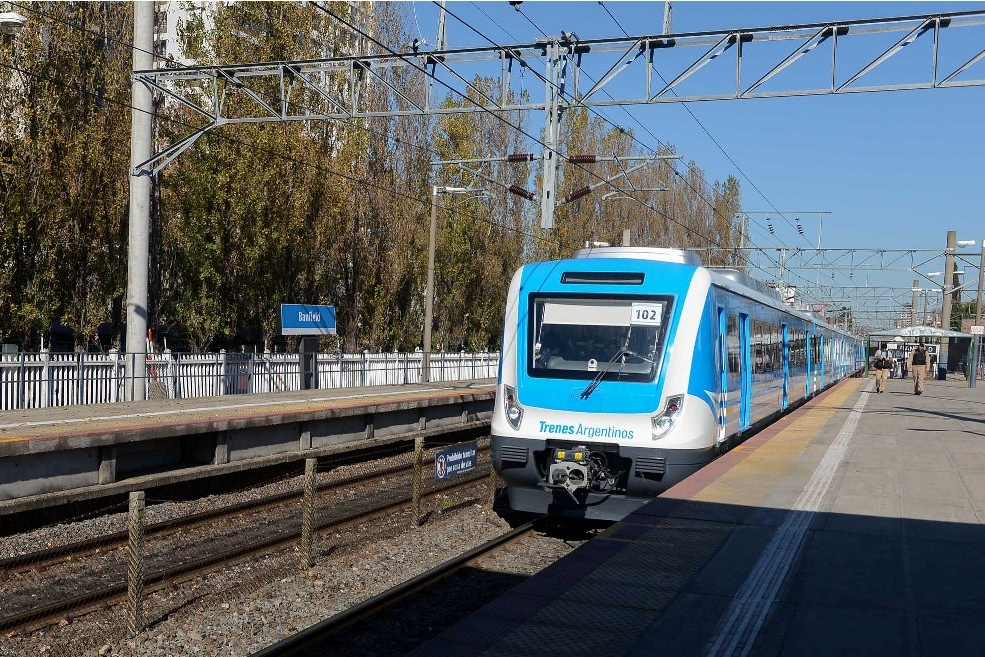
Tren llegando a la estación.